# Некрасов, Сергей Владимирович
Сергей Владимирович Некрасов (род. 29 января 1973, Москва) — российский футболист, защитник (ранее — полузащитник). Известен по выступлениям за футбольный клуб «Динамо» Москва, в составе которого трижды становился призёром чемпионата, а также обладателем Кубка России.

## Биография
Старший брат Игоря Некрасова. В школу московского «Динамо» пришёл в 8-летнем возрасте. В основном составе команды стабильно выступал с 1993 по 1999 год, в начале которого получил серьёзную травму. В 1999 году он сыграл только один матч (победный полуфинал Кубка России 1998/99 против «Ротора»), так и не сумев восстановиться до своего былого уровня, и в 2000 покинул «Динамо». После этого выступал за клубы из первого и второго дивизионов России.
За «Динамо» Некрасов сыграл в чемпионате России — 149 матчей (12 голов), в кубке России — 23 матча (2 гола), в еврокубковых турнирах (Кубок УЕФА, Кубок Кубков, Кубок Интертото) — 24 матча (2 гола).

## Карьера в сборной
Сыграл 1 гостевой товарищеский матч в составе сборной России 18 ноября 1998 со сборной Бразилии — 1:5.
В 1994—1995 годах сыграл 4 матча за молодёжную сборную России.

## Достижения
- Серебряный призёр чемпионата России: 1994
- Бронзовый призёр чемпионата России (2): 1993, 1997
- Обладатель Кубка России: 1994/95

Финалист Кубка России (2): 1996/97, 1998/99
- В списках 33-х лучших футболистов чемпионата России (2): № 3 — 1994, 1997